# 永遠 (ピンク・フロイドのアルバム)
『永遠/TOWA』（とわ、The Endless River）は、2014年11月に発表されたピンク・フロイドのスタジオ・アルバム。前作の『対/TSUI』以来20年ぶりで、2008年にリック・ライトが死去してから初となるアルバム・リリースである。また英EMIパーロフォン買収に伴なうワーナー・ブラザース・レコード傘下からの初作品であり、ロジャー・ウォーターズ脱退後、デイヴ・ギルモアがリーダーシップを執って以降の3作目となる。

## 背景・制作

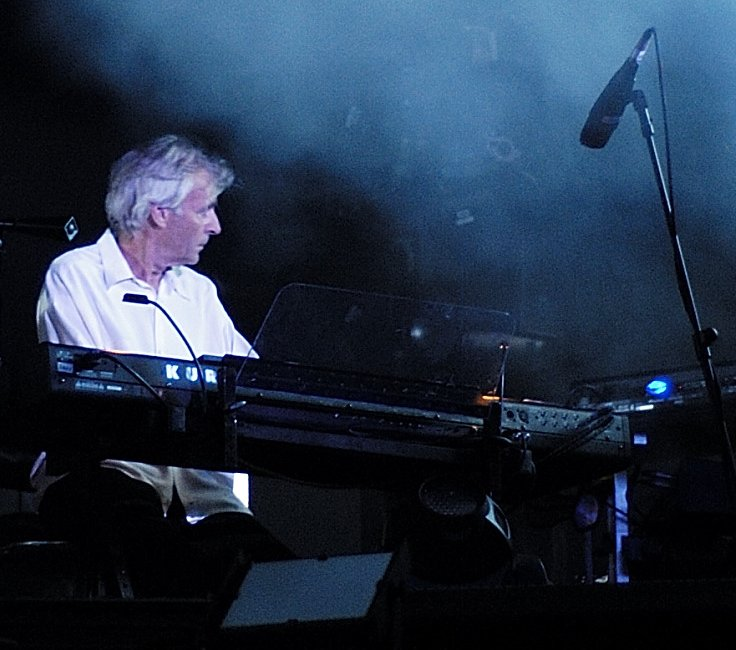
リック・ライト 2006年7月ドイツ・ミュンヘンにて

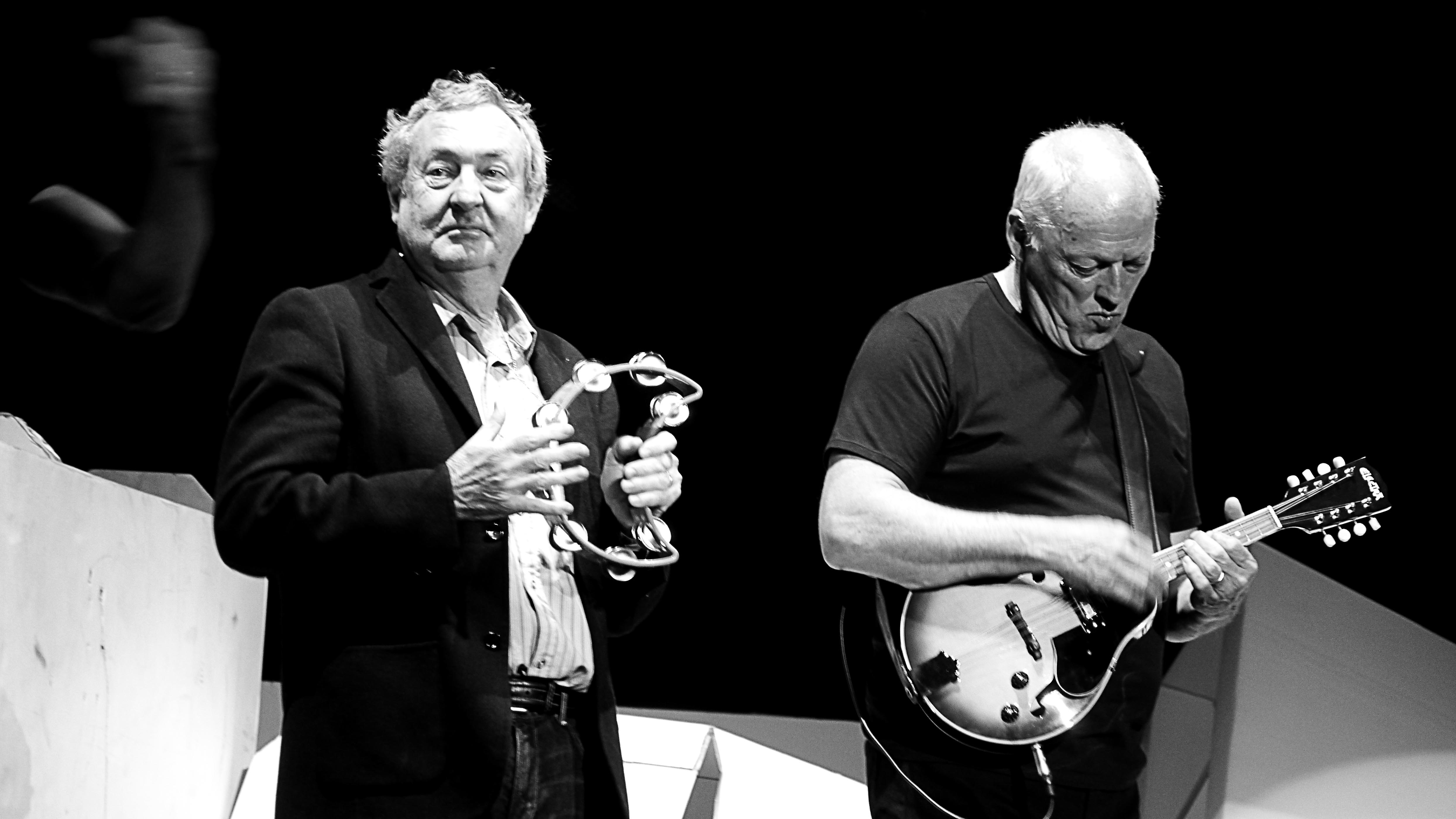
ニック・メイスン(左)、デイヴ・ギルモア(右) 2011年5月ロンドン・O2アリーナにて

2008年に死去したオリジナル・メンバー、リック・ライトの「トリビュート」というコンセプトで、ほぼ全編インストゥルメンタル、アンビエント音楽から成る作品。ライトと共に1993年から行い、アルバム『対/TSUI』収録予定だった20時間分のセッションを基に構成されている。デイヴ・ギルモアが所有する"Astoria"という船（1911年建造）の中に設けられているレコーディング・スタジオで制作された音源をベースに、2013年から2014年に掛けて新たに作業が加えられた。プロデュースはギルモア以外にも、フィル・マンザネラ (元ロキシー・ミュージック)、ユース (キリング・ジョーク)、アンディ・ジャクソン (ピンク・フロイドのエンジニア)との共作となっており、ロジャー・ウォーターズは本作の制作に一切関わっていない。
また、ギルモアは「リックは逝ってしまった。我々は、持てる価値の全てを注ぎ込んだ。出せるのはこれが最後だ」と、本作がバンドにとって最後のアルバムになると明言しており、ツアーの計画も無いとしている。ただし、セッション素材のうち今作に入らなかったものは今後ギルモアのソロ作に使われる可能性があるという。僚友のニック・メイスンも「ツアーは無いと思う。本作をライブでプレイするには、リックでなくては不可能」とコメントしている。
著名なゲストに、理論物理学者スティーヴン・ホーキング博士が、自身の名を冠した曲「トーキン・ホーキン〜ホーキング博士の伝言」にボイス・サンプラーとして出演している。その他、『鬱』や『対/TSUI』を担当した音楽プロデューサーボブ・エズリン、キーボード奏者アンソニー・ムーア (元スラップ・ハッピー、元ヘンリー・カウ)などが参加。

## 音楽性
アルバム・タイトルは、前作『対/TSUI』の収録曲「運命の鐘 (High Hopes)」の歌詞「The water flowing / The endless river / Forever and ever」から引用されている。ギルモアはこの2作は同じセッションから生まれたため「ある種の連続性」があるとコメントしており、4つのテーマに分けた組曲となっている。上記の通り『対/TSUI』収録時に録音されたセッションをソースとしているため、ほぼ全編インストゥルメンタルで幻想的なアンビエント色が濃い。
元々は、アルバム『対/TSUI』を2枚組にしようとした構想があり、使用するはずだった残りのマテリアルを完成させたのが本作であるとしている。最終トラック「ラウダー・ザン・ワーズ〜終曲（Louder than Words）」のみ歌詞付きのボーカルがあり、『対/TSUI』で作詞を担当したギルモアの妻、ポリー・サムソンが詞を提供し、先行シングルで発売された。そしてこの楽曲が、ピンク・フロイドのラスト・ソングであるとギルモアは明言している。

## リリース
国内盤を含むワールドワイド盤は、デラックス・エディション(CD+DVD / CD+Blu-ray)2種と、スタンダード・エディション(通常盤)の3形態でリリースされた。デラックス・エディションはボックス仕様でブックレットやポストカードが封入され、国内盤には独自の別冊ブックレットも付属する。Blu-ray盤のみ、ハイレゾ音源が収録されている。また、欧米などの一部では、2枚組アナログLPもプレスされた。

### プロモーション
バンド及びレコード会社によるプロモーション・キャンペーンではTVコマーシャルの他に、ロンドン、ニューヨーク、パリ、ミラノで、アルバム・アートワークを基にしたインスタレーションの展示が行われた。同年11月10日には、ロンドンで大々的な発売記念イベントが開催され、サイケデリック映像で演出されたアルバム試聴会が実施された。

### ミュージック・ビデオ
先行シングルで発売された収録曲「ラウダー・ザン・ワーズ〜終曲（Louder than Words）」のミュージック・ビデオが、アルバムのリリースと同時にYouTubeで公開されている。野外風景の撮影は中央アジア・アラル海付近で行われ、『対/TSUI』レコーディング・セッション時の模様などをミックスしたものとなっている。そして、リック・ライトへの追悼テーマに沿う形で、天国に向かう旅をしているかのような演出がされている。

## アートワーク
バンドのアートワーク・アルバム・カヴァーは、いくつかの例外を除いてほぼ全てヒプノシス、同チーム解散以降はその中心人物、ストーム・ソーガソンが手掛けていた。しかしソーガソンが2013年に死去したため、同じ元ヒプノシスのオーブリー・パウエルがアートディレクターとして引き継ぎ、カヴァー・アーティストの発掘にあたった。そして、エジプト出身で18歳のデジタル・アーティスト、アハメッド・エマッド・エルディンによる作品が採用され、Stylorougeスタジオがデジタル化の部分で協力した。このカヴァー・アートは、ロンドンのサウス・バンクにてライトアップされ、高さ8メートルの立方体巨大オブジェとして展示された。

## 評価・批評
アルバムの存在は、正式な発表以前からソーシャル・メディア上でリークされていた。20年ぶりにスタジオ・アルバムを体感できることもあって、この作品が発表されること自体は好感を持って迎えられたものの、作品内容の評価が上述の音楽性の事情もあり、賛否両論となっている。
かつてのメンバーであったロジャー・ウォーターズは、本作をもってピンク・フロイドを終わらせたのは正しい判断だとしつつも、ラスト・アルバムについては「少し聴いたが、好みではない」と評している。

## チャート成績
本国・全英ウィークリーチャートでは初登場1位を記録した。イギリスでの1位は1995年発売のライブ・アルバム『P.U.L.S.E』以来となる。全世界でも軒並みヒットを記録し、世界20か国で1位を獲得した。
日本のオリコンチャートでは最高7位を記録し、『対/TSUI』以来20年7か月ぶりのTOP10入りを記録（ウィークリー洋楽アルバムランキングでは最高3位）。12月1日付のBillboard Japan Top Albumsでは5位を記録した。
その他の各国のチャートは後述を参考。

## 収録曲
| #         | タイトル                            | 作詞      | 作曲            | 時間 |
| --------- | ----------------------------------- | --------- | --------------- | ---- |
| 1.        | 「追伸〜伝心 (Things Left Unsaid)」 |           | Gilmour、Wright | 4:26 |
| 2.        | 「使命 (It's What We Do)」          |           | Gilmour、Wright | 6:17 |
| 3.        | 「潮汐流 (Ebb and Flow)」           |           | Gilmour、Wright | 1:55 |
| 合計時間: | 合計時間:                           | 合計時間: | 12:38           |      |

| #         | タイトル                         | 作詞      | 作曲                   | 時間 |
| --------- | -------------------------------- | --------- | ---------------------- | ---- |
| 4.        | 「サム〜調和 (Sum)」             |           | Gilmour、Mason、Wright | 4:48 |
| 5.        | 「スキンズ〜感触 (Skins)」       |           | Gilmour、Mason、Wright | 2:37 |
| 6.        | 「静かなる人〜暗黙 (Unsung)」    |           | Wright                 | 1:07 |
| 7.        | 「追慕〜遥かなる想い (Anisina)」 |           | Gilmour                | 3:16 |
| 合計時間: | 合計時間:                        | 合計時間: | 11:48                  |      |

| #         | タイトル                                                      | 作詞      | 作曲            | 時間 |
| --------- | ------------------------------------------------------------- | --------- | --------------- | ---- |
| 8.        | 「失われた対話 (The Lost Art of Conversation)」               |           | Wright          | 1:42 |
| 9.        | 「ヌードル・ストリートにて (On Noodle Street)」               |           | Gilmour、Wright | 1:42 |
| 10.       | 「灯 (Night Light)」                                          |           | Gilmour、Wright | 1:42 |
| 11.       | 「出発 Part1 (Allons-y (1))」                                 |           | Gilmour         | 1:57 |
| 12.       | 「オータム'68 (Autumn '68)」                                  |           | Wright          | 1:35 |
| 13.       | 「出発 Part2 (Allons-y (2))」                                 |           | Gilmour         | 1:32 |
| 14.       | 「トーキン・ホーキン〜ホーキング博士の伝言 (Talkin' Hawkin)」 |           | Gilmour、Wright | 3:29 |
| 合計時間: | 合計時間:                                                     | 合計時間: | 13:38           |      |

| #         | タイトル                                             | 作詞         | 作曲                   | 時間  |
| --------- | ---------------------------------------------------- | ------------ | ---------------------- | ----- |
| 15.       | 「天の呼声 (Calling)」                               |              | Gilmour、Anthony Moore | 3:37  |
| 16.       | 「真珠を見つめる目 (Eyes to Pearls)」                |              | Gilmour                | 1:51  |
| 17.       | 「浮遊 (Surfacing)」                                 |              | Gilmour                | 2:46  |
| 18.       | 「ラウダー・ザン・ワーズ〜終曲 (Louder than Words)」 | Polly Samson | Gilmour                | 6:36  |
| 合計時間: | 合計時間:                                            | 合計時間:    | 合計時間:              | 14:50 |

デラックス・エディション付属ディスク（BD&DVD共通）
1. 追慕～遥かなる想い / Anisina (6 video tracks)
2. 名前のない詩 / Untitled (アルバム未収録曲) (6 video tracks)
3. エヴリカ(a) / Evrika(a) (アルバム未収録曲) (6 video tracks)
4. ナーヴァナ / Nervana (アルバム未収録曲) (6 video tracks)
5. 出発 / Allon-y (6 video tracks)
6. エヴリカ(b) / Evrika(b) (アルバム未収録曲) (6 video tracks)
7. TBS9 (アルバム未収録曲) (3 audio tracks)
8. TBS14 (アルバム未収録曲) (3 audio tracks)
9. ナーヴァナ / Nervana (アルバム未収録曲) (3 audio tracks)
10. アルバム 96kHz/24bit 5.1サラウンド (DTS Master Audio) (BD盤のみハイレゾオーディオ)
11. アルバム 96kHz/24bit 5.1サラウンド (PCM) (BD盤のみハイレゾオーディオ)
12. アルバム 96kHz/24bit PCMステレオ (BD盤のみハイレゾオーディオ)

## チャート
| Chart (2014)                             | Peak position |
| ---------------------------------------- | ------------- |
| オーストラリア (ARIA)                    | 3             |
| オーストリア (Ö3 Austria)                | 1             |
| ベルギー (Ultratop Flanders)             | 1             |
| ベルギー (Ultratop Wallonia)             | 1             |
| カナダ (Billboard)                       | 1             |
| Croatian International Albums (HDU)      | 1             |
| チェコ (ČNS IFPI)                        | 1             |
| デンマーク (Hitlisten)                   | 1             |
| オランダ (MegaCharts)                    | 1             |
| フィンランド (Suomen virallinen lista)   | 4             |
| フランス (SNEP)                          | 1             |
| ドイツ (Offizielle Top 100)              | 1             |
| ギリシャ (IFPI)                          | 6             |
| ハンガリー (MAHASZ)                      | 3             |
| アイルランド (IRMA)                      | 1             |
| Israeli Albums Chart                     | 1             |
| Italian Albums (FIMI)                    | 1             |
| 日本 (オリコン)                          | 7             |
| South Korean International Albums (Gaon) | 4             |
| ニュージーランド (RMNZ)                  | 1             |
| ノルウェー (VG-lista)                    | 1             |
| Polish Albums (ZPAV)                     | 1             |
| ポルトガル (AFP)                         | 1             |
| スペイン (PROMUSICAE)                    | 6             |
| スウェーデン (Sverigetopplistan)         | 1             |
| スイス (Schweizer Hitparade)             | 1             |
| UK アルバムズ (OCC)                      | 1             |
| US Billboard 200                         | 3             |
| US Top Rock Albums (Billboard)           | 2             |